# 露西·霍普
露西·霍普（英語：Lucy Hope，1997年1月30日—），英国女子游泳运动员，主攻自由泳，她曾获得2023年世界游泳锦标赛混合4×100米自由泳接力铜牌。她也曾参加2020年夏季奥林匹克运动会。